# اتانول سلولزی
اتانول سلولزی (انگلیسی: Cellulosic ethanol) اتانول تولید شده از سلولز می‌باشد. اتانول سلولزی نسل دوم اتانول می‌باشد، که از زائدات کشاورزی و با فرایند پیچیده‌تری (هیدرولیز سلولز) نسبت به نسل اول اتانول تولید می‌شود.
اتانول سلولزی نوعی اتانول (الکل اتیلیک) است که از سلولز (الیاف رشته‌ای گیاه) تولید می‌شود، نه از دانه‌ها یا میوه‌های گیاه. این نوع اتانول را می‌توان از علف‌ها، چوب، جلبک یا دیگر گیاهان به دست آورد و معمولاً به عنوان یک زیست‌سوخت مطرح می‌شود. دی‌اکسید کربنی که گیاهان هنگام رشد جذب می‌کنند بخشی از دی‌اکسید کربنی را که هنگام سوزاندن اتانول آزاد می‌شود جبران می‌کند، بنابراین سوخت اتانول سلولزی می‌تواند ردپای کربنی کمتری نسبت به سوخت فسیلی داشته باشد.
علاقه به اتانول سلولزی ناشی از این است که می‌تواند جایگزین اتانول ذرت یا نیشکر شود. از آن‌جا که ذرت و نیشکر در تولید مواد غذایی هم استفاده می‌شوند، تغییر مسیر آن‌ها به تولید اتانول می‌تواند باعث افزایش قیمت غذا شود، در حالی که منابع سلولزی معمولاً با تولید غذا رقابت نمی‌کنند چون بخش‌های فیبری گیاهان عمدتاً برای انسان غیرقابل خوردن هستند. یک مزیت دیگر این است که منابع سلولز بسیار متنوع و فراوان‌اند؛ علف‌ها، درختان و جلبک‌ها تقریباً در هر محیطی روی زمین وجود دارند. حتی بخش‌هایی از زباله جامد شهری مانند کاغذ هم می‌توانند به اتانول تبدیل شوند. مهم‌ترین نقطه‌ضعف فعلی اتانول سلولزی، هزینهٔ بالای تولید آن است، زیرا فرایند ساخت آن پیچیده‌تر است و مراحل بیشتری نسبت به اتانول ذرت یا نیشکر دارد.
اتانول سلولزی در دههٔ ۲۰۰۰ و اوایل ۲۰۱۰ توجه زیادی را به خود جلب کرد. به‌ویژه ایالات متحده برای تجاری‌سازی آن سرمایه‌گذاری کرد و اهدافی برای سهم اتانول سلولزی در سوخت خودروها تعیین نمود. شرکت‌های جدید زیادی برای تولید آزمایشی این نوع اتانول شکل گرفتند و شرکت‌های قدیمی هم سرمایه‌گذاری کردند. اما تولید بسیار ارزان‌تر اتانول غلات و همچنین قیمت نفت پایین در دههٔ ۲۰۱۰ باعث شد اتانول سلولزی توان رقابت با سوخت‌های موجود را نداشته باشد. در نتیجه، بیشتر پالایشگاه‌های جدید تا میانهٔ دههٔ ۲۰۱۰ تعطیل شدند و بسیاری از شرکت‌های تازه تأسیس ورشکست شدند. تعداد کمی از آن‌ها باقی مانده‌اند که بیشتر برای نمایش یا پژوهش استفاده می‌شوند و تا سال ۲۰۲۱ هیچ‌یک در مقیاس گسترده تولید نمی‌کنند.

## مرور کلی
اتانول سلولزی نوعی زیست‌سوخت است که از لیگنوسلولز تولید می‌شود؛ مادهٔ ساختاری که بخش بزرگی از جرم گیاهان را تشکیل می‌دهد و عمدتاً از سلولز، همی‌سلولز و لیگنین ساخته شده است. منابع رایج لیگنوسلولز شامل پسماندهای کشاورزی مانند ساقه‌های ذرت یا تراشه‌های چوب و همچنین علف‌هایی مانند چمن‌ترکه و گونه‌های میسکانتوس هستند. این مواد اولیه مزیت فراوانی و تنوع دارند و با تولید غذا رقابت نمی‌کنند، برخلاف ذرت یا نیشکر. با این حال، پردازش بیشتری لازم دارند تا قندهای ساده برای تخمیر توسط میکروارگانیسم‌ها در دسترس باشند و همین موضوع هزینهٔ تولید را بالا می‌برد.
اتانول سلولزی می‌تواند تا ۸۵٪ انتشار گازهای گلخانه‌ای را نسبت به بنزین کاهش دهد. در مقابل، اتانول نشاسته‌ای (مانند اتانول ذرت) که اغلب با استفاده از گاز طبیعی انرژی لازم خود را به دست می‌آورد، ممکن است هیچ کاهش چشمگیری در گازهای گلخانه‌ای نداشته باشد، بسته به اینکه مادهٔ اولیه چگونه تولید شده باشد. بر اساس گزارش آکادمی ملی علوم ایالات متحده در سال ۲۰۱۱، هیچ پالایشگاه زیستی در مقیاس تجاری برای تبدیل زیست‌توده لیگنوسلولزی به سوخت وجود ندارد. نبود چنین تولیدی یکی از دلایل رأی دیوان استیناف ایالات متحده برای ناحیه کلمبیا در ژانویهٔ ۲۰۱۳ بود که مقررات سازمان حفاظت محیط زیست آمریکا دربارهٔ اجبار به افزودن سوخت‌های زیستی سلولزی به سوخت خودروها را لغو کرد. این مشکلات همراه با چالش‌های دیگر باعث شد پژوهشگران دانشگاه جرج واشینگتن اعلام کنند که «در کوتاه‌مدت، اتانول سلولزی نمی‌تواند اهداف امنیت انرژی و محیط زیستی را به عنوان جایگزین بنزین برآورده کند.»

## تاریخچه
شیمیدان فرانسوی آنری براکونو نخستین کسی بود که در سال ۱۸۱۹ کشف کرد سلولز را می‌توان با استفاده از اسید سولفوریک به قند تجزیه کرد. قند تجزیه‌شده سپس می‌توانست از راه تخمیر به اتانول تبدیل شود. نخستین تولید تجاری اتانول در سال ۱۸۹۸ در آلمان آغاز شد که طی آن سلولز با اسید هیدرولیز می‌شد. در ایالات متحده، شرکت Standard Alcohol نخستین کارخانهٔ تولید اتانول سلولزی را در سال ۱۹۱۰ در کارولینای جنوبی راه‌اندازی کرد و بعداً کارخانهٔ دیگری در لوئیزیانا تأسیس شد. با این حال، هر دو کارخانه پس از جنگ جهانی اول به دلایل اقتصادی تعطیل شدند.
نخستین تلاش برای تجاری‌سازی تولید اتانول از چوب در سال ۱۸۹۸ در آلمان انجام شد. این روش شامل هیدرولیز سلولز با اسید رقیق بود و توانست به‌طور تقریبی از هر ۱۰۰ کیلوگرم ضایعات چوب ۷٫۶ لیتر اتانول به دست آورد (معادل ۱۸ گالون آمریکایی (۶۸ لیتر) در هر تن). آلمانی‌ها به‌زودی فرایندی صنعتی با بازده حدود ۵۰ گالون آمریکایی (۱۹۰ لیتر) در هر تن زیست‌توده توسعه دادند. این روش بعدها به ایالات متحده راه یافت و به ساخت دو کارخانهٔ تجاری در جنوب‌شرقی آمریکا طی جنگ جهانی اول انجامید. این کارخانه‌ها از روشی به نام «فرایند آمریکایی» استفاده می‌کردند که نوعی هیدرولیز تک‌مرحله‌ای اسید سولفوریک رقیق بود. بازده این روش نصف روش آلمانی بود (حدود ۲۵ گالون آمریکایی (۹۵ لیتر) در هر تن)، اما سرعت تولید آن بیشتر بود. کاهش تولید چوب باعث شد کارخانه‌ها اندکی پس از پایان جنگ جهانی اول تعطیل شوند. در همین زمان، پژوهش‌های اندکی دربارهٔ هیدرولیز اسید رقیق در آزمایشگاه محصولات جنگلی وابسته به سازمان جنگل‌داری آمریکا ادامه یافت.
در جنگ جهانی دوم، آمریکا بار دیگر به اتانول سلولزی روی آورد، این بار برای تبدیل آن به بوتادی‌ان جهت تولید لاستیک مصنوعی. شرکت Vulcan Copper and Supply مأمور ساخت کارخانه‌ای برای تبدیل خاک‌اره به اتانول شد. این کارخانه بر اساس اصلاحات فرایند «شولر آلمانی» توسط آزمایشگاه محصولات جنگلی ساخته شد. بازده این کارخانه حدود ۵۰ گالون آمریکایی (۱۹۰ لیتر) در هر تن خشک بود، اما همچنان سودآور نبود و پس از جنگ بسته شد.
با توسعهٔ سریع فناوری آنزیم‌ها در دو دههٔ اخیر، فرایند آب‌کافت (هیدرولیز) اسیدی به‌تدریج جای خود را به آب‌کافت آنزیمی داد. در این روش، پیش‌تیمار (پیش‌فرآوری) شیمیایی برای جدا کردن همی‌سلولز لازم است تا به قند تبدیل شود. روش پیش‌تیمار با اسید رقیق بر اساس پژوهش‌های اولیهٔ آب‌کافت چوب در آزمایشگاه محصولات جنگلی شکل گرفت. در سال ۲۰۰۹، این آزمایشگاه همراه با دانشگاه ویسکانسین–مدیسن یک روش پیش‌تیمار سولفیت (SPORL) را توسعه داد تا مقاومت لیگنوسلولز را کاهش دهد و هیدرولیز آنزیمی سلولز چوب مؤثرتر شود.
در سخنرانی وضعیت کشور در ۲۳ ژانویهٔ ۲۰۰۷، جرج دبلیو بوش رئیس‌جمهور وقت آمریکا، هدفی را برای تولید ۳۵ میلیارد گالون آمریکایی (۱۳۰ میلیارد لیتر) اتانول تا سال ۲۰۱۷ اعلام کرد. همان سال، وزارت انرژی ایالات متحده ۳۸۵ میلیون دلار کمک مالی برای آغاز تولید اتانول از منابع غیرسنتی مانند تراشهٔ چوب، سوییچ‌گرس و پوست مرکبات اختصاص داد.

## روش‌های تولید

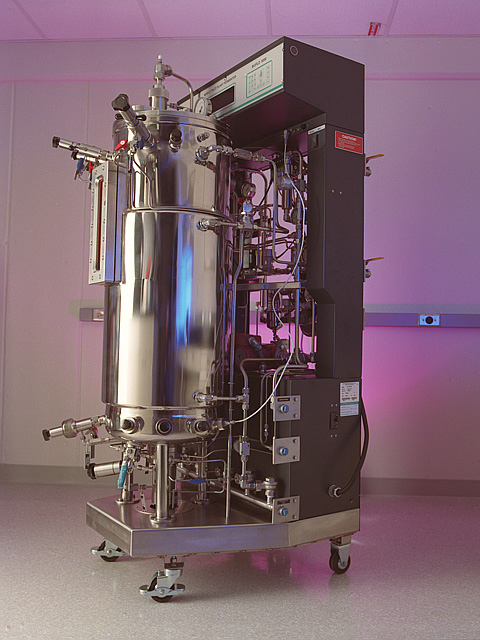
بیورآکتور برای پژوهش اتانول سلولزی.

مراحل تولید اتانول با استفاده از رویکرد زیستی عبارتند از:
1. یک مرحله «پیش‌تیمار» (پیش‌فرآوری) برای آماده‌سازی مواد لیگنوسلولزی مانند چوب یا کاه برای آبکافت
2. آبکافت سلولز برای تجزیه مولکول‌ها به قندها
3. تخمیر میکروبی محلول قندی
4. تقطیر و آب‌زدایی برای تولید الکل خالص

در سال ۲۰۱۰، یک گونه مخمر مهندسی ژنتیکی توسعه یافت که می‌توانست آنزیم‌های سلولزبر خود را تولید کند. در صورتی که این فناوری در مقیاس صنعتی قابل اجرا شود، می‌تواند یک یا چند مرحله از سلولولیز را حذف کرده و زمان و هزینه تولید را کاهش دهد.
اگرچه لیگنوسلولز فراوان‌ترین منبع گیاهی است، کاربرد آن به دلیل ساختار سخت محدود می‌شود. در نتیجه، یک پیش‌تیمار مؤثر لازم است تا سلولز را از پیوند با لیگنین و ساختار بلوری‌اش آزاد کند و آن را برای مرحله آبکافت بعدی در دسترس قرار دهد. تاکنون بیشتر پیش‌تیمارها از راه‌های فیزیکی یا شیمیایی انجام می‌شوند. برای بازده بالاتر، ترکیب هر دو لازم است. پیش‌تیمار فیزیکی شامل کاهش اندازه ذره زیست‌توده با روش‌های مکانیکی مانند دستگاه آسیاب یا روزن‌رانی است. پیش‌تیمار شیمیایی، لیگنوسلولز را به‌طور جزئی بسپارزدایی می‌کند تا آنزیم‌ها بتوانند به سلولز برای واکنش‌های میکروبی دسترسی داشته باشند.
روش‌های شیمیایی پیش‌تیمار شامل آبکافت، انفجار بخار، گسترش الیاف با آمونیاک، اورگانوسالْو، پیش‌تیمار سولفیت، فراکشن‌سازی SO2-اتانول-آب، اکسایش قلیایی مرطوب و پیش‌تیمار با ازون است. افزون بر آزادسازی مؤثر سلولز، یک پیش‌تیمار ایده‌آل باید از تشکیل فرآورده‌های تجزیه جلوگیری کند، زیرا این ترکیبات می‌توانند مراحل آبکافت و تخمیر بعدی را بازدارند. وجود بازدارنده‌ها هزینه تولید اتانول را به‌دلیل نیاز به مراحل سم‌زدایی افزایش می‌دهد. برای نمونه، گرچه آبکافت اسیدی احتمالاً قدیمی‌ترین و پرمطالعه‌ترین روش پیش‌تیمار است، اما بازدارنده‌های قوی مانند فورفورال و هیدروکسی‌متیل‌فورفورال تولید می‌کند. روش Ammonia Fiber Expansion (AFEX) نمونه‌ای از پیش‌تیمارهای نویدبخش است که بازدارنده‌ای تولید نمی‌کند.
بیشتر روش‌های پیش‌تیمار در مورد خوراک‌هایی با محتوای بالای لیگنین مانند زیست‌توده جنگلی کارایی ندارند و به رویکردهای ویژه نیاز دارند. اورگانوسالْو، SPORL («پیش‌تیمار سولفیت برای غلبه بر سختی لیگنوسلولز») و فرایند SO2-اتانول-آب (AVAP®) سه روشی هستند که می‌توانند در زیست‌توده جنگلی، به‌ویژه گونه‌های نرم‌چوبی، بیش از ۹۰٪ سلولز را تبدیل کنند. SPORL کارآمدترین روش از نظر مصرف انرژی و تولید قند و همچنین پایدارترین فرایند با تولید اندک بازدارنده‌های تخمیر است. اورگانوسالْو برای چوب‌های سخت بسیار مؤثر است و امکان بازیابی آسان لیگنین آب‌گریز را فراهم می‌کند. فرایند AVAP® نیز می‌تواند انواع لیگنوسلولزها را به سلولز بسیار قابل هضم، قندهای همی‌سلولزی دست‌نخورده، لیگنین فعال و لیگنوسولفونات‌ها تفکیک کند و با بازیابی کارآمد مواد شیمیایی شناخته می‌شود.

### فرایندهای سلولولیتیک
آبکافت سلولز منوساکاریدهایی تولید می‌کند که می‌توانند به الکل تخمیر شوند. دو فرایند عمده برای سلولولیز وجود دارد: فرایندهای شیمیایی با استفاده از اسیدها، یا واکنش‌های آنزیمی با استفاده از سلولازها.

### آبکافت شیمیایی
در روش‌های سنتی که در قرن نوزدهم و آغاز قرن بیستم توسعه یافتند، آبکافت با حمله اسید به سلولز انجام می‌شد. در این روش‌ها، یا از اسید رقیق در دما و فشار بالا استفاده می‌شد یا از اسید غلیظ‌تر در دمای پایین‌تر و فشار اتمسفری. مخلوط سلولزی بی‌شکل‌شده از اسید و قندها در حضور آب واکنش داده و مولکول‌های قند کامل تولید می‌کند (آبکافت). محصول این آبکافت سپس خنثی‌سازی شده و با استفاده از مخمر، اتانول تولید می‌شود. همان‌طور که گفته شد، مانع مهم در فرایند اسید رقیق این است که شدت واکنش موجب تولید فرآورده‌های تخریبی سمی می‌شود که در تخمیر اختلال ایجاد می‌کنند. BlueFire Renewables از اسید غلیظ استفاده می‌کند، زیرا این روش بازدارنده‌های تخمیر کمتری تولید می‌کند، هرچند برای مقرون‌به‌صرفه بودن باید اسید از جریان قند جداسازی و بازیافت شود (برای نمونه، با جداسازی کروماتوگرافی بستر متحرک شبیه‌سازی‌شده).
دانشمندان سرویس تحقیقات کشاورزی آمریکا دریافتند که می‌توان تقریباً به همه قندهای باقی‌مانده در کاه گندم دسترسی پیدا کرده و آن‌ها را تخمیر کنند. این قندها در دیواره‌های سلولی گیاه جای دارند که شکستن آن‌ها بسیار دشوار است. برای دستیابی به این قندها، دانشمندان کاه گندم را با پراکسید قلیایی پیش‌تیمار کردند و سپس از آنزیم‌های ویژه برای تجزیه دیواره‌های سلولی بهره گرفتند. این روش به تولید ۹۳ گالون آمریکایی (۳۵۰ لیتر) اتانول از هر تن کاه گندم منجر شد.

#### آبکافت آنزیمی
زنجیره‌های سلولز می‌توانند توسط آنزیمهای سلولاز به مولکول‌های گلوکز شکسته شوند. این واکنش در دمای بدن در معده نشخوارکنندگانی مانند گاو و گوسفند رخ می‌دهد که در آن، آنزیم‌ها توسط میکروب‌ها تولید می‌شوند. این فرایند از چندین آنزیم در مراحل مختلف تبدیل استفاده می‌کند. با استفاده از یک دستگاه آنزیمی مشابه، مواد لیگنوسلولزی می‌توانند در شرایط نسبتاً ملایم (۵۰ درجه سانتی‌گراد و pH ۵) به‌طور آنزیمی آبکافت شوند و در نتیجه، تجزیه مؤثر سلولز بدون تشکیل فرآورده‌های جانبی که فعالیت آنزیم را بازدارند انجام گیرد. همه روش‌های عمده پیش‌تیمار، از جمله اسید رقیق، برای دستیابی به بازده بالای قند به یک مرحله آبکافت آنزیمی نیاز دارند.
آنزیم‌های قارچی می‌توانند برای آبکافت سلولز به‌کار روند. ماده خام (اغلب چوب یا کاه) همچنان نیازمند پیش‌تیمار است تا برای آبکافت مناسب شود. در سال ۲۰۰۵، شرکت Iogen اعلام کرد در حال توسعه فرایندی است که در آن از قارچ Trichoderma reesei برای ترشح «آنزیم‌های مهندسی‌شده ویژه» در یک فرایند آبکافت آنزیمی استفاده می‌شود.
شرکت کانادایی دیگر، SunOpta، از پیش‌تیمار انفجار بخار استفاده می‌کند و فناوری خود را به کارخانه Verenium (پیش‌تر Celunol) در جنینگز، کارخانه Abengoa در سالامانکا و شرکت China Resources Alcohol Corporation در Zhaodong عرضه کرده است. کارخانه CRAC از بقایای ذرت (corn stover) به‌عنوان ماده خام استفاده می‌کند.

### تخمیر میکروبی
به‌طور سنتی، مخمر نان (ساکارومایسس سرویزیه) مدت‌هاست که در صنعت آبجوسازی برای تولید اتانول از هگزوزها (قندهای شش‌کربنه) استفاده می‌شود. به دلیل ماهیت پیچیده کربوهیدراتهای موجود در زیست‌توده لیگنوسلولزیک، مقدار قابل توجهی گزیلوز و آرابینوز (قندهای پنج‌کربنه برگرفته از بخش همی‌سلولز لیگنوسلولز) نیز در هیدرولیزات حضور دارند. برای نمونه، در هیدرولیزات بقایای ذرت، حدود ۳۰٪ از کل قندهای قابل تخمیر، گزیلوز است؛ بنابراین توانایی میکروارگانیسم‌های تخمیرکننده برای استفاده از همه قندهای موجود در هیدرولیزات حیاتی است تا رقابت‌پذیری اقتصادی اتانول سلولزی و احتمالاً پروتئین‌های زیست‌پایه افزایش یابد.
در آغاز هزاره سوم، مهندسی متابولیک در میکروارگانیسم‌های به‌کاررفته در تولید اتانول سوختی پیشرفت چشمگیری نشان داد. افزون بر ساکارومایسس سرویزیه، میکروارگانیسم‌هایی مانند Zymomonas mobilis و Escherichia coli نیز با مهندسی متابولیک برای تولید اتانول سلولزی هدف‌گذاری شده‌اند. جذابیت به‌کارگیری میکروارگانیسم‌های جایگزین در توانایی آن‌ها برای تخمیر قندهای پنج‌کربنه است که بازده خوراک را افزایش می‌دهد. این توانایی اغلب در میکروارگانیسم‌های باکتریایی یافت می‌شود. 
در دهه نخست سده ۲۱، گونه‌های مهندسی‌شده مخمر با توانایی تخمیر مؤثر گزیلوز و آرابینوز و حتی هر دو به‌طور همزمان گزارش شدند. سلول‌های مخمر به‌ویژه برای فرایندهای اتانول سلولزی جذاب هستند، زیرا قرن‌ها در زیست‌فناوری به‌کار رفته‌اند، نسبت به غلظت بالای اتانول و بازدارنده‌ها مقاوم‌اند و می‌توانند در pH پایین رشد کنند و آلودگی باکتریایی را کاهش دهند. 

### آبکافت و تخمیر ترکیبی
برخی گونه‌های باکتری توانایی تبدیل مستقیم بستر سلولز به اتانول را دارند. نمونه‌ای از آن، Clostridium thermocellum است که از یک cellulosome پیچیده برای تجزیه سلولز و ساخت اتانول استفاده می‌کند. با این حال، C. thermocellum فرآورده‌های دیگری نیز در طی سوخت‌وساز سلولز تولید می‌کند، از جمله استات و اسید لاکتیک، که بازده فرایند را کاهش می‌دهند. برخی پژوهش‌ها بر بهینه‌سازی تولید اتانول از راه مهندسی ژنتیک باکتری‌هایی متمرکزند که بر مسیر تولید اتانول تأکید دارند.

### فرایند گازی‌سازی (رویکرد ترموشیمیایی)

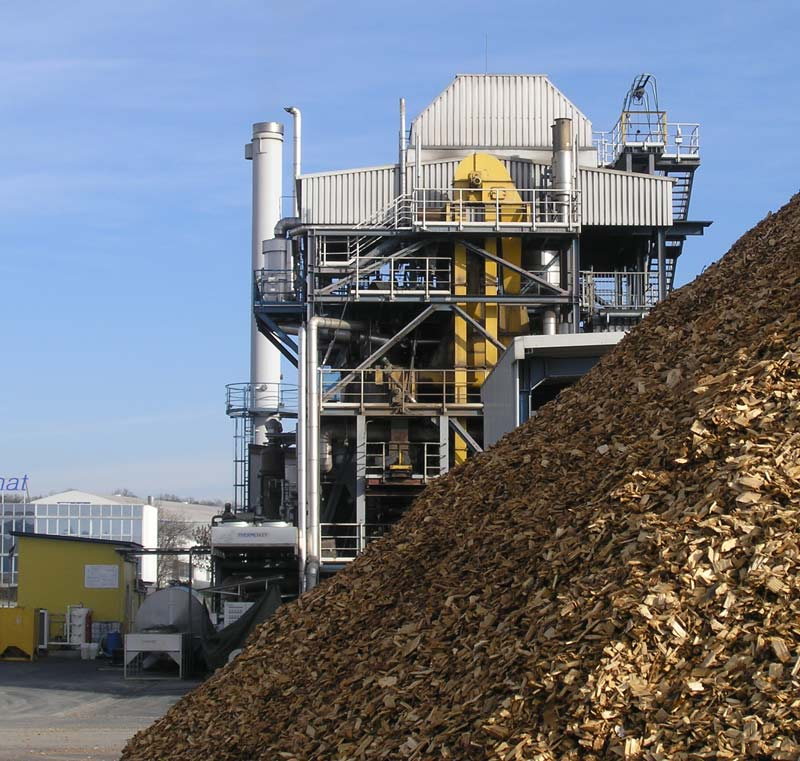
گازی‌ساز بستر سیال در گوسینگ بورگن‌لاند اتریش

فرایند گازی‌سازی بر تجزیه شیمیایی زنجیره سلولز (سلولولیز) تکیه ندارد. به جای شکستن سلولز به مولکول‌های قند، کربن موجود در ماده خام با چیزی شبیه به احتراق جزئی به گاز سنتز تبدیل می‌شود. سپس مونوکسید کربن، دی‌اکسید کربن و هیدروژن به درون نوع خاصی از مخمرگزار تغذیه می‌شوند. در این روش به‌جای تخمیر قند با مخمر، از باکتری Clostridium ljungdahlii استفاده می‌شود. این میکروارگانیسم، مونوکسید کربن، دی‌اکسید کربن و هیدروژن را مصرف کرده و اتانول و آب تولید می‌کند. این فرایند را می‌توان در سه گام خلاصه کرد:
1. گازی‌سازی — مولکول‌های پیچیده کربنی شکسته می‌شوند تا کربن به‌صورت مونوکسید کربن، دی‌اکسید کربن و هیدروژن آزاد شود.
2. تخمیر — تبدیل مونوکسید کربن، دی‌اکسید کربن و هیدروژن به اتانول با استفاده از باکتری Clostridium ljungdahlii.
3. تقطیر — جداسازی اتانول از آب.

یک مطالعه در سال ۲۰۰۲ باکتری Clostridium دیگری یافت که در تولید اتانول از مونوکسید کربن، تقریباً دو برابر کارآمدتر از گونه یادشده عمل می‌کند.
به‌طور جایگزین، گاز سنتز به‌دست‌آمده از گازی‌سازی می‌تواند به یک راکتور کاتالیزوری وارد شود، جایی که برای تولید اتانول و دیگر الکل‌های سنگین‌تر با استفاده از یک فرایند ترموشیمیایی به‌کار می‌رود. این فرایند همچنین می‌تواند انواع دیگر سوخت‌های مایع تولید کند، مفهومی جایگزین که شرکت Enerkem مستقر در مونترآل آن را در تأسیسات خود در وِست‌بری، کبک با موفقیت نشان داده است.

## تبدیل همی‌سلولز به اتانول
پژوهش‌های گسترده‌ای برای توسعه روش‌های اقتصادی در تبدیل هر دو سلولز و همی‌سلولز به اتانول در حال انجام است. تخمیر گلوکز، محصول اصلی آب‌کافت سلولز، به اتانول یک روش تثبیت‌شده و کارآمد است. با این حال، تبدیل گزیلوز، قند پنج‌کربنه حاصل از آب‌کافت همی‌سلولز، عاملی محدودکننده است، به‌ویژه در حضور گلوکز. با وجود این، همی‌سلولز را نمی‌توان نادیده گرفت، زیرا موجب افزایش بازده و صرفه اقتصادی در تولید اتانول سلولزی می‌شود.
Sakamoto و همکاران (۲۰۱۲) نشان دادند که مهندسی ژنتیک میکروب‌ها برای بیان آنزیم‌های همی‌سلولاز دارای پتانسیل بالاست. پژوهشگران یک سویه نوترکیب از ساکارومایسس سرویزیه ایجاد کردند که قادر بود:
1. همی‌سلولاز را با نمایش هم‌زمان اندوکسیلاناز بر سطح سلول خود آب‌کافت کند.
2. گزیلوز را از طریق بیان گزیلوز ردوکتاز و زایلیتول دهیدروژناز جذب کند.

این سویه توانست آب‌کافت کاه برنج، که شامل اجزای همی‌سلولزی است، را به اتانول تبدیل کند. افزون بر این، توانست ۲٫۵ برابر بیشتر از سویه کنترل اتانول تولید کند که نشان‌دهنده کارایی بالای فرایند مهندسی سطح سلول در تولید اتانول بود.

## مزایا

### مزایای کلی سوخت اتانول
اتانول نسبت به بنزین پاک‌تر و کارآمدتر می‌سوزد. از آنجا که گیاهان هنگام رشد دی‌اکسید کربن مصرف می‌کنند، زیست‌اتانول در مجموع ردپای کربنی کمتری نسبت به سوخت‌های فسیلی دارد. جایگزینی اتانول با نفت همچنین می‌تواند استقلال انرژی کشورها را تقویت کند.

### مزایای اتانول سلولزی نسبت به اتانول ذرت یا نیشکر
تولید تجاری اتانول سلولزی، که برخلاف ذرت و نیشکر با تولید غذا رقابت نمی‌کند، بسیار جذاب است زیرا فشار بر محصولات غذایی را کاهش می‌دهد.
اگرچه هزینه پردازش آن بالاتر است، اما قیمت زیست‌توده سلولزی بسیار ارزان‌تر از غلات یا میوه‌هاست. افزون بر این، از آنجا که سلولز جزء اصلی گیاهان است، می‌توان کل گیاه را برداشت کرد، نه فقط میوه یا دانه را. این امر به بازده بسیار بیشتر منجر می‌شود؛ برای نمونه، چمن‌ترکه دو برابر ذرت در هر جریب اتانول تولید می‌کند. مواد زیست‌توده برای تولید سلولز به نهاده‌های کمتری مانند کود و علف‌کش نیاز دارند و ریشه‌های گسترده آن‌ها کیفیت خاک را بهبود می‌دهد، فرسایش را کاهش می‌دهد و جذب مواد مغذی را افزایش می‌دهد.
ردپای کربنی کلی و پتانسیل گرمایش جهانی اتانول سلولزی به‌طور قابل توجهی پایین‌تر است و بازده خالص انرژی چندین برابر بیشتر از اتانول ذرتی است.
مواد خام بالقوه نیز فراوان‌اند. حدود ۴۴٪ از زباله‌های خانگی جهان شامل مواد غذایی و سبزیجات هستند. تنها در ایالات متحده، سالانه حدود ۳۲۳ میلیون تن مواد خام حاوی سلولز که می‌توانند برای تولید اتانول استفاده شوند، دور ریخته می‌شود. این شامل ۳۶٫۸ میلیون تن خشک زباله‌های چوب شهری، ۹۰٫۵ میلیون تن خشک بقایای کارخانجات، ۴۵ میلیون تن خشک بقایای جنگلی، و ۱۵۰٫۷ میلیون تن خشک بقایای ذرت و کاه گندم است.
حتی زمین‌هایی که برای کشاورزی مناسب نیستند می‌توانند برای کشت گیاهان تولیدکننده سلولز مانند چمن‌ترکه استفاده شوند که تولید کافی برای جایگزینی تمام واردات نفت کنونی ایالات متحده را فراهم می‌کند.
کاغذ، مقوا و بسته‌بندی حدود ۱۷٪ از زباله‌های خانگی جهان را تشکیل می‌دهند؛ گرچه بخشی از آن بازیافت می‌شود. از آنجا که این محصولات حاوی سلولز هستند، می‌توانند به اتانول سلولزی تبدیل شوند، که این امر از تولید متان، یک گاز گلخانه‌ای نیرومند، در هنگام تجزیه جلوگیری می‌کند.

## معایب

### معایب کلی
بزرگ‌ترین نقطه‌ضعف کلی سوخت اتانول بازده سوختی کمتر آن نسبت به بنزین است، به‌ویژه هنگام استفاده از اتانول در موتورهایی که برای بنزین با نسبت تراکم پایین طراحی شده‌اند.

### معایب اتانول سلولزی نسبت به اتانول ذرت یا نیشکر
عیب اصلی اتانول سلولزی هزینه بالاتر و پیچیدگی فرایند تولید آن است، که مهم‌ترین مانع برای تجاری‌سازی آن بوده است.

## اقتصاد
با وجود اینکه بازار جهانی اتانول گسترده است (حدود ۱۱۰ میلیارد لیتر در سال ۲۰۱۹)، بخش عمده آن از ذرت یا نیشکرها تولید می‌شود، نه از سلولز. در سال ۲۰۰۷، هزینه تولید اتانول از منابع سلولزی حدود ۲٫۶۵ دلار آمریکا به ازای هر گالن (۰٫۵۸ یورو به ازای هر لیتر) برآورد شد که ۲ تا ۳ برابر گران‌تر از اتانول ذرت بود. با این حال، بازار اتانول سلولزی همچنان کوچک باقی مانده و وابسته به یارانه‌های دولتی است. دولت ایالات متحده در ابتدا اهدافی برای اتانول سلولزی تعیین کرده بود که به‌طور تدریجی از ۱ میلیارد لیتر در سال ۲۰۱۱ به ۶۰ میلیارد لیتر در سال ۲۰۲۲ برسد. اما این اهداف سالانه تقریباً همیشه لغو شدند، زیرا آشکار شد امکان دستیابی به آن‌ها وجود ندارد. بیشتر کارخانه‌های تولید اتانول سلولزی در اوایل دهه ۲۰۱۰ لغو یا رها شدند. کارخانه‌هایی که توسط دوپون، جنرال موتورز و بی‌پی ساخته یا تأمین مالی شده بودند، تعطیل یا فروخته شدند. تا سال ۲۰۱۸، تنها یک کارخانه اصلی اتانول سلولزی در آمریکا باقی مانده بود.
برای تولید گسترده، زیست‌توده سلولزی باید با کاربردهای موجود زمین‌های کشاورزی رقابت کند، که عمدتاً برای تولید محصولات کشاورزی است. از ۲٫۲۶ میلیارد ایکر (۹٫۱ میلیون کیلومتر مربع) زمین غیرغرقاب ایالات متحده، ۳۳٪ جنگل، ۲۶٪ مرتع و چمنزار، و ۲۰٪ زمین کشاورزی است. مطالعه‌ای در سال ۲۰۰۵ توسط وزارتخانه‌های انرژی و کشاورزی آمریکا نشان داد که ۱٫۳ میلیارد تن خشک زیست‌توده به‌طور نظری برای تولید اتانول در دسترس است، در حالی که اثرات قابل قبولی بر جنگلداری و کشاورزی حفظ می‌شود.

### مقایسه با اتانول ذرت
در حال حاضر، پردازش سلولز به اتانول سخت‌تر و پرهزینه‌تر از ذرت یا نیشکر است. وزارت انرژی ایالات متحده در سال ۲۰۰۷ برآورد کرد که هزینه تولید اتانول سلولزی حدود ۲٫۲۰ دلار به ازای هر گالن است، یعنی ۲ تا ۳ برابر بیشتر از اتانول ذرت. آنزیم‌هایی که بافت دیواره سلولی گیاه را تخریب می‌کنند، حدود ۰٫۴۰ دلار به ازای هر گالن اتانول هزینه دارند، در حالی که برای اتانول ذرت تنها ۰٫۰۳ دلار است. با این وجود، زیست‌توده سلولزی نسبت به ذرت ارزان‌تر تولید می‌شود، زیرا به نهاده‌های کمتری مانند انرژی، کود، علف‌کش نیاز دارد و با فرسایش کمتر خاک و بهبود باروری خاک همراه است. افزون بر این، مواد جامد غیرقابل‌تخمیر و تبدیل‌نشده باقی‌مانده پس از تولید اتانول را می‌توان سوزاند تا سوخت مورد نیاز برای کارکرد کارخانه تبدیل و تولید برق فراهم شود. انرژی مورد استفاده در کارخانه‌های اتانول ذرتی از زغال‌سنگ و گاز طبیعی به‌دست می‌آید. مؤسسه خوداتکایی محلی هزینه تولید اتانول سلولزی در نسل اول کارخانه‌های تجاری را بین ۱٫۹۰ تا ۲٫۲۵ دلار به ازای هر گالن برآورد کرده است (بدون مشوق‌ها). این مقدار با هزینه فعلی ۱٫۲۰ تا ۱٫۵۰ دلار برای هر گالن اتانول ذرتی و قیمت خرده‌فروشی بیش از ۴ دلار برای هر گالن بنزین معمولی (که یارانه داده شده و مشمول مالیات است) مقایسه می‌شود.

### مانع هزینه آنزیم
سلولازها و همی‌سلولازها که در تولید اتانول سلولزی استفاده می‌شوند نسبت به همتایان نسل اول خود بسیار گران‌ترند. آنزیم‌های لازم برای تولید اتانول از دانه ذرت بین ۲٫۶۴ تا ۵٫۲۸ دلار آمریکا به‌ازای هر متر مکعب اتانول هزینه دارند، در حالی که برای اتانول سلولزی حدود ۷۹٫۲۵ دلار برآورد شده است، به این معنا که ۲۰ تا ۴۰ برابر گران‌تر هستند. این تفاوت هزینه به مقدار مورد نیاز آنزیم‌ها مربوط می‌شود. خانواده سلولاز بازده بسیار پایین‌تری دارند و بنابراین باید ۴۰ تا ۱۰۰ برابر مقدار بیشتری از آنزیم در فرایند حاضر باشد. برای هر تن زیست‌توده به ۱۵ تا ۲۵ کیلوگرم آنزیم نیاز است. برآوردهای جدیدتر کمترند و نشان می‌دهند که تنها ۱ کیلوگرم آنزیم به ازای هر تن خشک زیست‌توده لازم است. همچنین هزینه سرمایه‌گذاری نسبتاً بالایی برای دوره‌های طولانی انکوباسیون در مخازن آبکافت آنزیمی وجود دارد. در مجموع، آنزیم‌ها ۲۰ تا ۴۰ درصد از هزینه تولید اتانول سلولزی را تشکیل می‌دهند. مقاله‌ای در سال ۲۰۱۶ این سهم را بین ۱۳ تا ۳۶ درصد هزینه نقدی برآورد کرده است، که عامل اصلی آن نحوه تولید سلولاز است. اگر سلولاز در خارج از کارخانه تولید شود، تولید آنزیم ۳۶٪ هزینه نقدی را تشکیل می‌دهد؛ برای تولید در یک کارخانه جداگانه، این سهم ۲۹٪ است؛ و برای تولید یکپارچه، ۱۳٪. یکی از مزایای کلیدی تولید یکپارچه این است که زیست‌توده به‌جای گلوکز به‌عنوان محیط رشد آنزیم استفاده می‌شود. زیست‌توده ارزان‌تر است و اتانول سلولزی حاصل را به یک زیست‌سوخت نسل دوم کامل تبدیل می‌کند، یعنی هیچ «خوراکی برای سوخت» مصرف نمی‌شود.

## خوراک‌ها
به‌طور کلی دو نوع خوراک وجود دارد: زیست‌توده جنگلی (چوبی) و زیست‌توده کشاورزی. در آمریکا، سالانه حدود ۱٫۴ میلیارد تن خشک زیست‌توده می‌تواند به‌طور پایدار تولید شود. حدود ۳۷۰ میلیون تن یا ۳۰٪ آن زیست‌توده جنگلی است. زیست‌توده جنگلی دارای محتوای سلولز و لیگنین بالاتر و همی‌سلولز و خاکستر کمتر نسبت به زیست‌توده کشاورزی است. به‌دلیل دشواری‌ها و بازده پایین اتانول در تخمیر پیش‌تیمار هیدرولیزات، به‌ویژه آن‌هایی که دارای قندهای پنج‌کربنه زیاد مانند گزیلوز هستند، زیست‌توده جنگلی مزایای قابل‌توجهی نسبت به زیست‌توده کشاورزی دارد. زیست‌توده جنگلی همچنین چگالی بالایی دارد که هزینه حمل‌ونقل را به‌طور چشمگیری کاهش می‌دهد. این نوع زیست‌توده در تمام طول سال برداشت‌شدنی است و نیاز به ذخیره‌سازی بلندمدت را از بین می‌برد. محتوای خاکستر نزدیک به صفر زیست‌توده جنگلی بار مرده حمل‌ونقل و پردازش را به‌طور چشمگیری کاهش می‌دهد. برای رعایت نیازهای تنوع زیستی، زیست‌توده جنگلی در آینده بخش مهمی از تأمین خوراک در اقتصاد زیست‌پایه خواهد بود. با این حال، زیست‌توده جنگلی بسیار مقاوم‌تر از زیست‌توده کشاورزی است. در سال ۲۰۰۹، آزمایشگاه محصولات جنگلی وزارت کشاورزی آمریکا به همراه دانشگاه ویسکانسین-مدیسن فناوری‌هایی کارآمد توسعه دادند که می‌توانند بر مقاومت شدید زیست‌توده جنگلی (شامل گونه‌های نرم‌چوبی با محتوای پایین زایلان) غلبه کنند. کشت درختان با چرخه کوتاه‌مدت و فشرده نیز می‌تواند فرصت تقریباً نامحدودی برای تولید زیست‌توده جنگلی فراهم کند.
چیپس چوب حاصل از شاخه‌ها و نوک درختان، خاک‌اره کارگاه‌های اره‌بری، و کاغذ از جمله خوراک‌های زیست‌توده جنگلی برای تولید اتانول سلولزی هستند.
چمن‌ترکه یک گیاه بومی مرغزار بلند است. این گیاه چندساله به‌دلیل مقاومت و رشد سریعش شناخته می‌شود و در ماه‌های گرم به ارتفاع ۲ تا ۶ فوت رشد می‌کند. چمن‌ترکه در بیشتر مناطق آمریکا، از جمله باتلاق‌ها، د
شت‌ها، رودخانه‌ها و حاشیه جاده‌ها و بزرگراه‌های بین‌ایالتی قابل کشت است. این گیاه خودبذرزا است، در برابر بسیاری از آفات و بیماری‌ها مقاوم است و می‌تواند با مصرف کم کود و مواد شیمیایی بازده بالایی داشته باشد. همچنین به خاک ضعیف، سیلاب و خشکسالی مقاوم است، کیفیت خاک را بهبود می‌دهد و به‌دلیل نوع ریشه‌هایش از فرسایش جلوگیری می‌کند.
چمن‌ترکه به‌عنوان یک گیاه پوششی در زمین‌های تحت حفاظت برنامه ذخیره حفاظتی (CRP) فدرال تأیید شده است. CRP برنامه‌ای دولتی است که به کشاورزان برای نکاشت محصولات در زمین‌هایی که پیش‌تر کشت می‌شدند، حق‌الزحمه پرداخت می‌کند. این برنامه فرسایش خاک را کاهش می‌دهد، کیفیت آب را بهبود می‌دهد و زیستگاه حیات‌وحش را افزایش می‌دهد. استفاده از چمن‌ترکه برای تولید زیست‌سوخت در زمین‌های CRP می‌تواند پایداری زیست‌محیطی را افزایش داده و هزینه‌های این برنامه را کاهش دهد، هرچند قوانین CRP باید برای این استفاده اقتصادی اصلاح شوند.
Miscanthus × giganteus نیز خوراکی مناسب برای تولید اتانول سلولزی است. این گونه گیاه بومی آسیا است و یک دورگه عقیم از Miscanthus sinensis و Miscanthus sacchariflorus به‌شمار می‌رود. این گیاه بازده بالایی دارد، ارزان رشد می‌کند و در شرایط آب‌وهوایی متنوعی شکوفا می‌شود. با این حال، به‌دلیل عقیم بودن، به تولیدمثل رویشی نیاز دارد که آن را پرهزینه‌تر می‌سازد.
پیشنهاد شده است که کودزو نیز می‌تواند منبع ارزشمندی برای زیست‌توده باشد.

### تجاری‌سازی اتانول سلولزی
تا سال ۲۰۰۸، پژوهش‌های اندکی دربارهٔ تجاری‌سازی اتانول سلولزی منتشر شده بود. هزینه‌های بالاتر تولید نسبت به اتانول نشاسته‌ای یا اتانول نیشکر چالش اصلی بود، زیرا فرآیندهای تبدیل پیچیده‌تر و گران‌تر بودند. به‌ویژه، مرحله پیش‌تیمار و آب‌کافت نیازمند فناوری‌های پرهزینه و مصرف انرژی بالاست.
با این حال، چندین شرکت و دولت‌ها سرمایه‌گذاری‌های بزرگی برای توسعه کارخانه‌های آزمایشی و تجاری انجام دادند. در ایالات متحده، وزارت انرژی ایالات متحده از سال ۲۰۰۷ بیش از یک میلیارد دلار برای یارانه‌دادن به پژوهش و توسعه اتانول سلولزی هزینه کرد.
در اروپا، اتحادیه اروپا و کشورهای عضو پروژه‌های مشترکی را آغاز کردند، از جمله پروژه NILE که هدف آن توسعه فناوری‌های صنعتی برای تولید انبوه بود.
شرکت‌هایی مانند POET, Iogen, Abengoa و DuPont کارخانه‌های پیشرفته‌ای در آمریکا، کانادا و اسپانیا ساختند. با این حال، بسیاری از این پروژه‌ها با چالش‌های اقتصادی روبه‌رو شدند، زیرا قیمت پایین نفت خام و رقابت با اتانول ذرت باعث شد تولید اتانول سلولزی سودآور نباشد.
تا میانه دهه ۲۰۱۰، برخی از این کارخانه‌ها تعطیل شدند یا فعالیتشان کاهش یافت. اما پیشرفت‌های نو در مهندسی ژنتیک، کاهش هزینه‌های آنزیم‌ها و تقاضای فزاینده برای سوخت‌های تجدیدپذیر موجب شد که صنعت همچنان روی اتانول سلولزی به‌عنوان یک منبع آینده‌دار سرمایه‌گذاری کند.

### چشم‌انداز آینده
اتانول سلولزی به‌عنوان یکی از سوخت‌های زیستی نسل دوم، ظرفیت زیادی برای جایگزینی بخشی از سوخت‌های فسیلی دارد. مزیت اصلی آن این است که به‌جای رقابت مستقیم با منابع غذایی (مانند ذرت یا نیشکر)، از زیست‌توده‌های غیرخوراکی مثل بقایای کشاورزی، چوب و علف‌های چندساله استفاده می‌کند.
کارشناسان انرژی بر این باورند که ترکیب اتانول سلولزی با اتانول نشاسته‌ای و سایر سوخت‌های زیستی می‌تواند به تنوع‌بخشی در منابع انرژی و کاهش وابستگی به نفت کمک کند. همچنین استفاده از این فناوری می‌تواند میزان انتشار دی‌اکسید کربن و سایر گازهای گلخانه‌ای را کاهش دهد و به تحقق اهداف زیست‌محیطی بین‌المللی یاری رساند.
با وجود این مزایا، چالش‌های فنی و اقتصادی همچنان پابرجاست. کاهش هزینه‌های تولید، افزایش کارایی آنزیم‌ها، توسعه زیرساخت‌های توزیع و حمایت‌های سیاسی از جمله عواملی هستند که آینده این صنعت را تعیین خواهند کرد. اگر این موانع برطرف شوند، اتانول سلولزی می‌تواند تا میانه قرن بیست‌ویکم به یکی از منابع مهم سوخت پایدار در جهان بدل شود.

### زیست‌سوخت‌های دیگر
علاوه بر اتانول، پژوهش‌های گسترده‌ای دربارهٔ زیست‌سوخت‌های دیگر از جمله بیودیزل، بیوتانول و سوخت‌های زیستی پیشرفته انجام شده است. بیودیزل معمولاً از روغن‌های گیاهی یا چربی‌های حیوانی تولید می‌شود و می‌تواند به‌طور مستقیم در موتور دیزل مورد استفاده قرار گیرد یا با گازوئیل ترکیب شود.
بیوتانول، که از نظر شیمیایی شباهت زیادی به اتانول دارد، انرژی بیشتری در هر لیتر فراهم می‌کند و با زیرساخت‌های فعلی توزیع سوخت و موتور بنزینی سازگاری بیشتری دارد. برخی از شرکت‌ها به دنبال آن هستند که بیوتانول را جایگزین یا مکمل اتانول در صنعت سوخت‌های زیستی کنند.
سوخت‌های زیستی پیشرفته مانند دی‌متیل‌اتر (DME)، سوخت جلبکی و هیدروژن زیستی نیز به‌عنوان گزینه‌های آینده‌دار مطرح هستند. این سوخت‌ها می‌توانند وابستگی به نفت را بیشتر کاهش دهند و برخی از آن‌ها آلایندگی بسیار کمتری نسبت به سوخت‌های فسیلی دارند. با این حال، بسیاری از آن‌ها هنوز در مراحل تحقیق و توسعه قرار دارند و تجاری‌سازی آن‌ها نیازمند سرمایه‌گذاری و نوآوری‌های فناورانه بیشتر است.

### انتقادات و چالش‌ها
با وجود پتانسیل بالای زیست‌سوخت‌ها برای کاهش وابستگی به نفت و کاهش انتشار گازهای گلخانه‌ای، این فناوری‌ها با انتقادات و چالش‌های جدی نیز روبه‌رو هستند. یکی از انتقادهای اصلی این است که تولید سوخت‌های زیستی می‌تواند با تولید مواد غذایی رقابت کند و باعث افزایش قیمت محصولات کشاورزی شود. این موضوع به‌ویژه در مورد اتانول ذرت و بیودیزل روغن سویا مطرح بوده است.
از سوی دیگر، برخی پژوهش‌ها نشان داده‌اند که اگر چرخه کامل تولید زیست‌سوخت‌ها در نظر گرفته شود، از کاشت و برداشت تا فرآوری و حمل‌ونقل، کاهش انتشار کربن نسبت به سوخت‌های فسیلی ممکن است کمتر از حد انتظار باشد یا حتی در برخی موارد منفی شود. به‌ویژه استفاده گسترده از کودها و مصرف انرژی در فرآوری می‌تواند مزایای زیست‌محیطی را کاهش دهد.
از نظر اقتصادی نیز زیست‌سوخت‌ها اغلب نیازمند یارانه‌های دولتی هستند تا بتوانند با قیمت پایین نفت رقابت کنند. بدون این حمایت‌ها، بسیاری از پروژه‌های تولید زیست‌سوخت از نظر مالی پایدار نیستند. این مسئله باعث شده است که سیاست‌های انرژی زیستی به‌شدت به تحولات سیاسی و قیمت جهانی نفت وابسته باشند.
با وجود این انتقادات، بسیاری از کارشناسان معتقدند که با اصلاح سیاست‌ها، نوآوری‌های فناورانه و حرکت به‌سوی نسل‌های پیشرفته‌تر سوخت‌های زیستی، می‌توان بر این چالش‌ها غلبه کرد.

### جایگاه در سیاست‌های انرژی جهانی
زیست‌سوخت‌ها به‌ویژه اتانول و بیودیزل، در دو دههٔ اخیر به بخش مهمی از سیاست‌های انرژی بسیاری از کشورها تبدیل شده‌اند. دولت‌ها این سوخت‌ها را ابزاری برای دستیابی به امنیت انرژی، کاهش وابستگی به واردات نفت و مقابله با تغییر اقلیم می‌دانند.
ایالات متحده و برزیل دو تولیدکننده اصلی اتانول در جهان هستند و در مجموع بیش از ۷۰ درصد تولید جهانی را در اختیار دارند. آمریکا عمدتاً از ذرت و برزیل از نیشکر برای تولید اتانول استفاده می‌کنند. اتحادیه اروپا نیز پیشگام توسعه بیودیزل است که بیشتر از کلزا و سویا تولید می‌شود.
سازمان‌های بین‌المللی مانند آژانس بین‌المللی انرژی (IEA) و سازمان خواربار و کشاورزی ملل متحد (FAO) نیز بر نقش زیست‌سوخت‌ها در گذار به انرژی‌های تجدیدپذیر تأکید کرده‌اند. با این حال، آن‌ها هشدار داده‌اند که استفاده گسترده از زیست‌سوخت‌های نسل اول نباید منجر به تخریب جنگل‌ها، کاهش تنوع زیستی یا تهدید امنیت غذایی شود. از این رو، توجه فزاینده‌ای به نسل دوم و سوم زیست‌سوخت‌ها (مانند اتانول سلولزی و سوخت‌های جلبکی) معطوف شده است.
در نتیجه، آینده زیست‌سوخت‌ها در سیاست‌های انرژی جهانی به توانایی کشورها در ایجاد توازن میان توسعه فناوری، حمایت‌های اقتصادی و حفاظت از محیط زیست بستگی دارد.